# Q (magasin)
 For alternative betydninger, se Q (flertydig). (Se også artikler, som begynder med Q)
Q – Kvinder med Kurver er et dansk magasin, der udgives af Aller Media.
Q er Danmarks eneste magasin henvendt til kurvede kvinder. Q's stofområder er mode, skønhed, selvudvikling og livsstil med fokus på kvinder, der ikke har modelmål.
Magasinet udkom førhen månedligt, men udkommer i dag seks gange årligt i sampak med ugebladene FEMINA og SØNDAG.